# Medaille Hervorragender Ausbilder
Die Medaille Hervorragender Ausbilder war eine nichtstaatliche Auszeichnung   der Gesellschaft für Sport und Technik in der Deutschen Demokratischen Republik (DDR), welche in drei Stufen, Bronze, Silber und Gold zu einem unbekannten Zeitpunkt gestiftet wurde. Ihre Verleihung erfolgte in der Regel an Ausbilder der GST für hervorragende Ausbildungsergebnisse seiner Auszubildenden.

## Aussehen und Trageweise
Die bronzene, versilberte oder vergoldete Medaille mit einem Durchmesser von 31,5 mm zeigt auf ihrem Avers die Inschrift: HERVOR- / RAGENDER / AUS- / BILDER / GST und einem auf der unteren Rand der Medaille mittigen Lorbeerzweig der sich links nach oben biegt. Das Revers der Medaille zeigt mittig das Symbol des GST, einen Anker der von einem gekreuzten Gewehr und Propeller überlagert wird. Umschlossen wird das ganze von zwei unten verbundenen doppelten Lorbeerzweigen, die sich links und rechts des Medaillenrandes nach oben hin kreisförmig biegen. Getragen wurde die Medaille an der oberen linken Brustseite an einer trapezförmigen rot emaillierten Spange, dessen Grund gekörnt war. Sie zeigte in ihrer Mitte das Symbol der GST unter dem erneut zwei gekreuzte Lorbeerzweige zu sehen sind.